# Gymnochanda
Gymnochanda – rodzaj ryb okoniokształtnych z rodziny przeźroczkowatych (Ambassidae).

## Klasyfikacja
Gatunki zaliczane do tego rodzaju:
- Gymnochanda filamentosa
- Gymnochanda flamea
- Gymnochanda limi
- Gymnochanda verae